# Канлон-д’Од
Канло́н-д’Од (фр. Camplong-d'Aude) — коммуна во Франции, находится в регионе Лангедок — Руссильон. Департамент коммуны — Од. Входит в состав кантона Лезиньян-Корбьер. Округ коммуны — Нарбонн.
Код INSEE коммуны — 11064.

## Население
Население коммуны на 2008 год составляло 284 человека.
| 1962 | 1968 | 1975 | 1982 | 1990 | 1999 | 2008 |
| ---- | ---- | ---- | ---- | ---- | ---- | ---- |
| 268  | 288  | 288  | 236  | 250  | 270  | 284  |

## Экономика
В 2007 году среди 166 человек в трудоспособном возрасте (15—64 лет) 110 были экономически активными, 56 — неактивными (показатель активности — 66,3 %, в 1999 году было 73,4 %). Из 110 активных работали 92 человека (50 мужчин и 42 женщины), безработных было 18 (8 мужчин и 10 женщин). Среди 56 неактивных 19 человек были учениками или студентами, 23 — пенсионерами, 14 были неактивными по другим причинам.

## Достопримечательности
- Монастырь Сен-Мишель-де-Наюз (XI век)
- Замок Канлон-д’Од (XII век)